# 實驗品家庭
《實驗品家庭》（日语：実験品家族 -クリーチャーズ・ファミリー・デイズ-），是香港漫畫家Yanai創作的漫畫，於日更COMICS連載，並於日本新潮社「月刊comic＠bunch」展開日文版連載，為旗下首部登上日本雜誌連載的作品。
2017年宣布動畫化，動畫改編是由企鵝影視、日更計劃、大火鳥動畫三方聯合出品。

## 關於
丹尼斯的父母是世間無法容許的瘋狂科學家夫婦，他們與5名親生孩子在與世隔絕的小孤島的研究所生活，持續進行著秘密實驗，將除了丹尼斯之外的孩子全都改造成特異人種。一日，孤島的非法實驗被揭發，父母被警察拘捕，孩子們則在社工安排下到毗鄰的較大島嶼（以反轉的香港南丫島為藍本）上居住。問題是，除了丹尼斯以外的四個兄姐都異於常人，且從小在孤島研究所長大而缺乏現代人的生活常識。唯一身為「普通人類」的天才末弟丹尼斯，肩負起外出採購、煮食等，照顧兄姐們起居生活，一直為他們能順利融入外面的世界、同時隱藏好各人的特異身分而努力及苦惱著……

## 登場人物
丹尼斯（配音：杉山里穗（日）；咩咩（中））
年齡：11歲
家中五弟。因被父母視為天才因而沒有被改造。
除了擁有一般知識之外，在發明及醫術上亦特別有天賦。是個超級路痴、愛哭。過去曾受神秘人啟發，而對外界產生了興趣，父母被拘捕反而成為了實現他探索外界的契機，另外也致力希望讓兄姐能一起融入社會。
斯諾（配音：浪川大輔（日）；曈音（中））
年齡：17歲
家中長兄。和白色的狗融合在一起的改造人，可保持人型、犬型或半獸型。一個身體卻有兩個意識掌控。
艾抒絲（配音：早見沙織（日）；月夜橋（中））
年齡：16歲
家中二姐。因為持有植物因子，所以能任意地在體內長出植物。性格樂觀開朗，很少爭吵，與雙胞胎妹妹艾思莉非常要好。
艾思莉（配音：森奈奈子（日）；山新（中））
年齡：16歲
家中三姐。具有蛛形綱的基因，背上長著4條蜘蛛腿。愛吃，尤其愛吃昆蟲類。性格衝動，不愛受約束，因此容易和丹尼斯吵架，相對較聽從雙胞胎姐姐艾抒絲。
翠西（配音：生田善子（日）；沈念如（中））
年齡：14歲
家中四姐。在改造下得到了讀心術，但也因此失去了表情。基本上不信任他人，家人也不太瞭解她在想什麽。時常看書，不喜歡人多的地方和思考太多的人。
堇（配音：久保由利香（日）；閻麼麼（中））
年齡：10歲
性格天真浪漫的女孩，甚至不知道「世上有壞人」這回事。在動畫版第二話中邂逅丹尼斯並請他吃果凍，在第三話再遇丹尼斯而認識；丹尼斯對她一見鍾情，但她對斯諾懷有好感。
熊懐冬（配音：堀江一真（日）；藤新（中））
年齡：32歲
接受了主角5人入住的房東、萬年研究生。心理學專業。對丹尼斯兄弟姐妹5人非常的友好，散發著家庭煮夫的關愛光輝。但是對於收留主角5人一事，似乎有著自己的目的。

## 出版書籍
| 冊數 | 愛尼曼數位科技 | 愛尼曼數位科技         | 新潮社       | 新潮社                 |
| 冊數 | 發售日期       | ISBN                   | 發售日期     | ISBN                   |
| ---- | -------------- | ---------------------- | ------------ | ---------------------- |
| 1    | 2017年1月25日  | ISBN 978-986-939-568-7 | 2018年4月9日 | ISBN 978-4-10-772064-1 |
| 2    | 2017年11月15日 | ISBN 978-986-949-044-3 |              |                        |

## 電視動畫
《實驗品家庭》日文版動畫PV於2017年10月19日公開，截至2018年4月已突破1億網上觀賞率，獲得極大回響。2018年4月預計由TOKYO MX上播放動畫。丹尼斯、艾思莉、翠西等三位角色的設定及主演聲優，於2018年1月20日所發售的月刊コミック@バンチ3月號中公佈、艾抒絲、斯諾之主演聲優於2018年2月21日所發售的月刊コミック@バンチ4月號中公佈。
放送開始前一週的2018年4月2日19:30於TOKYO MX播放『放送直前スペシャル第0話』。

### 製作團隊
- 原作 - Yanai[4]
- 監督、系列構成 - 危天行[4]
- 劇本 - 蔡志恒[4]
- 人物設計 - 李相美[4]
- 美術監督 - 李周映、姜信榮
- 色彩設計 - 李鮮浩
- 編輯 - 危天行
- 製作人 - 梁鈡文[4]
- 音響監督 - 関智寛[4]
- 音樂 - ゆうゆ
- 企劃 - 楊育誠、房建成、王娟、顏蒙雅、趙翀、楊季叡、林軒徳[4]
- 動畫製作人 - 危天行、平光昌寛、MASA[4]
- 動畫製作 - 大火鳥動画[4]
- 製作 - 日更計劃
- 海外宣傳 -  Animen
- 特別感謝 - 黃宏凱、陳柏旻、黃士哲

### 主題曲
日語版
片頭曲「Early Days」
作詞、作曲 - 湊貴大 / 編曲 - 齋藤真也 / 歌 - 曉月凛
片尾曲「春に落ちて」
作詞、作曲、編曲 - keeno / 歌 - 鹿乃
普通話版
片尾曲「夜夢」
作詞、歌 - Akie秋繪 / 作曲 - 炎焮

### 各話列表
| 話數   | 日文標題 | 中文標題   | 分鏡   | 演出                   | 作畫監督       |
| ------ | -------- | ---------- | ------ | ---------------------- | -------------- |
| 第1話  |          | 家族       | 陳炯珉 | 勞子亮、姜遠鈺         | 梁倩瑤、崔智奧 |
| 第2話  |          | 心跳/悸動  | 陳炯珉 | 勞子亮、姜遠鈺         | 梁倩瑤、崔智奧 |
| 第3話  |          | 現實       | 曹永大 | 勞子亮、姜遠鈺、李墉參 | 梁倩瑤、崔智奧 |
| 第4話  |          | 歸巢       | 曹永大 | 勞子亮                 | 梁倩瑤         |
| 第5話  |          | 潜入       | 曹永大 | 勞子亮、姜遠鈺、朴明焕 | 梁倩瑤、朱炫佑 |
| 第6話  |          | 怪物       | 陳炯珉 | 勞子亮、姜遠鈺、李墉參 | 梁倩瑤、朱炫佑 |
| 第7話  |          | 姊妹       | 陳炯珉 | 姜遠鈺、李墉參         | 梁情瑤、呂真暎 |
| 第8話  |          | 觀察       | 吴正镐 | 姜遠鈺、李墉參         | 梁情瑤、呂真暎 |
| 第9話  |          | 心聲       | 陳炯珉 | 姜遠鈺、朴明煥         | 梁倩瑤、朱炫佑 |
| 第10話 |          | 分裂       | 郭馨遠 | 鄧承昭                 | 梁倩瑤、鄧小冰 |
| 第11話 |          | 實驗品家庭 | 危天行 | 劳子亮                 | 梁倩瑤、張紹偉 |

### 播放電視台
| 播放期間                | 播放時間             | 播放電視台 | 播放地區 | 備註                                        |
| ----------------------- | -------------------- | ---------- | -------- | ------------------------------------------- |
| 2018年4月9日 - 6月25日  | 星期一 19:30 - 20:00 | TOKYO MX   | 東京都   |                                             |
| 2018年4月9日 - 6月25日  | 星期一 22:30 - 23:00 | J:COM      | 日本全域 | CATV                                        |
| 2018年4月21日 - 6月30日 | 星期六 21:30 - 22:00 | AT-X       | 日本全域 | CS放送 / 重播 第0話於4月10日星期五22:30播放 |

## 外部連結
- 官方網站
- 日版官方網站（日語）
- 實驗品家庭的X（前Twitter）（日語）